# Liste der Biografien/Weic
Liste der Biografien |
Portal Biografien |
Personensuche
# |
A |
B |
C |
D |
E |
F |
G |
H |
I |
J |
K |
L |
M |
N |
O |
P |
Q |
R |
S |
T |
U |
V |
W |
X |
Y |
Z |
?
 
Wa |
Wc |
Wd |
We |
Wh |
Wi |
Wj |
Wl |
Wn |
Wo |
Wr |
Ws |
Wt |
Wu |
Ww |
Wy |
Wz
 
Wea |
Web |
Wec |
Wed |
Wee |
Wef |
Weg |
Weh |
Wei |
Wej |
Wek |
Wel |
Wem |
Wen |
Weo |
Wep |
Wer |
Wes |
Wet |
Weu |
Wev |
Wew |
Wex |
Wey |
Wez
 
Weia |
Weib |
Weic |
Weid |
Weie |
Weif |
Weig |
Weih |
Weij |
Weik |
Weil |
Weim |
Wein |
Weip |
Weir |
Weis |
Weit |
Weix |
Weiz
Die Liste der Biografien führt alle Personen auf, die in der deutschsprachigen Wikipedia einen Artikel haben. Dieses ist eine Teilliste mit 134 Einträgen von Personen, deren Namen mit den Buchstaben „Weic“ beginnt.

## Weic

### Weich
- Weich, Claus-Dieter (* 1950), deutscher Politiker (DVU), MdL
- Weich, Georg (1920–2015), deutscher Politiker (SPD), MdL Bayern
- Weich, Klara (1883–1970), deutsche Politikerin (SPD), MdR
- Weichardt, Carl (1804–1866), deutscher Kunstglasermeister, Pionier der baptistischen Bewegung im Großherzogtum Oldenburg sowie der erste Älteste der Oldenburger Baptistengemeinde
- Weichardt, Helene (1851–1880), deutsche Schriftstellerin
- Weichardt, Jürgen (* 1933), deutscher Maler, Graphiker, Lehrer, Kunstsammler, Kunsthistoriker, Sachbuch-Autor, Herausgeber und Stifter
- Weichardt, Karl (1846–1906), deutscher Architekt, Maler und Hochschullehrer
- Weichardt, Theodor Thomas (1755–1818), deutscher Mediziner
- Weichardt, Wolfgang (1875–1945), deutscher Bakteriologe, Serologe und Hygieniker
- Weichart von Polheim († 1315), Erzbischof von Salzburg
- Weichart, Lisa (* 1964), deutsche Autorin
- Weichberger, Eduard (1843–1913), deutscher Maler
- Weichberger, Heide (1922–1980), deutsche Keramikkünstlerin
- Weichberger, Konrad (1877–1948), deutscher Pädagoge und Autor
- Weichberger, Tobias (1951–1998), deutscher Maler, Zeichner und Radierer
- Weichbold, Martin (* 1969), österreichischer Soziologe
- Weichbrodt, Gregor (* 1988), deutscher Autor und Künstler
- Weichbrodt, Raphael (1886–1942), deutscher Psychiater, Neurologe und Hochschullehrer
- Weichbrodt, Walter (1929–2013), deutscher Billardspieler
- Weiche, Philipp (* 1972), deutscher Schauspieler
- Weichel, Alvin F. (1891–1956), US-amerikanischer Politiker
- Weichel, Ernst (1922–1993), deutscher Landwirt und Erfinder
- Weichel, Klaus (* 1955), deutscher Politiker (SPD)
- Weichelt Krupski, Marion (* 1964), Schweizer Diplomatin
- Weichelt, Andreas (* 1936), deutscher Politiker (SPD), MdBB
- Weichelt, Arnold, deutscher Buchdrucker und Verleger
- Weichelt, Friedrich (1894–1961), deutscher Sprengingenieur
- Weichelt, Károly (1906–1971), rumänischer Fußballspieler
- Weichelt, Matthias (* 1971), deutscher Literaturwissenschaftler und Autor
- Weichelt, Stefanie (* 1983), deutsche Fußballspielerin
- Weichelt, Ulrike (* 1977), deutsche Bahnradsportlerin
- Weichelt, Wolfgang (1929–1993), deutscher Staatswissenschaftler und Politiker (SED), MdV
- Weichelt-Picard, Manuela (* 1967), Schweizer Politikerin, Landammann von ZugManuela Weichelt-Picard (* 1967)

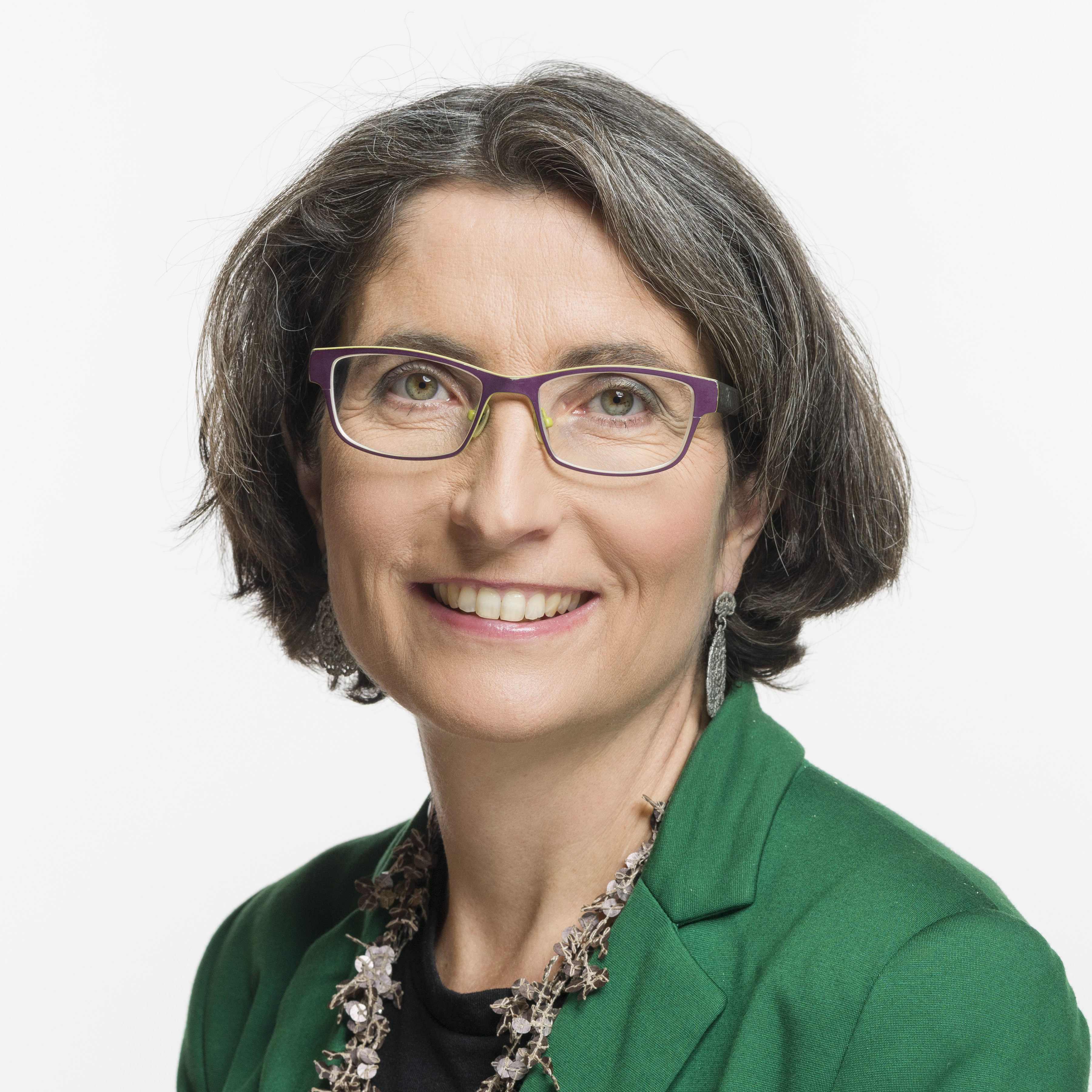
Manuela Weichelt-Picard (* 1967)

- Weichenberger, David (* 1985), österreichischer Einrad-Sportler und Einrad-Künstler
- Weichenberger, Franz (* 1960), österreichischer Schauspieler
- Weichenberger, Johann Georg (1676–1740), österreichischer Lautenist und Komponist
- Weichenberger, Josef (* 1930), österreichischer Politiker (SPÖ), Landtagsabgeordneter und Bundesrat
- Weichenhain, Hanna (* 2008), deutsche Eishockeyspielerin
- Weichenhain, Klaus-Peter (* 1941), deutscher LDPD-Funktionär
- Weichenhain, Werner (1923–2009), deutscher LDPD-Funktionär, MdV
- Weichenhan, Eberhard (1948–2014), deutscher Verbandsfunktionär
- Weichenrieder, Alfons J. (* 1964), deutscher Finanzwissenschaftler und Hochschullehrer
- Weichenrieder, Lukas (* 1944), deutscher Ordensgeistlicher, Benediktinerabt
- Weichenrieder, Max (* 1950), deutscher Politiker (CSU), MdL
- Weichenthal, Jochen (* 1987), deutscher Schauspieler
- Weichert, Benedikt (* 1979), deutscher Eishockey-Torwarttrainer
- Weichert, Berenice (* 1979), deutsche Synchronsprecherin
- Weichert, Dieter (* 1948), deutscher Maschinenbauingenieur, Hochschullehrer
- Weichert, Florian (* 1968), deutscher FußballspielerFlorian Weichert (* 1968)

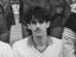
Florian Weichert (* 1968)

- Weichert, Hannelore (* 1942), deutsche Konzertpianistin und Schachspielerin
- Weichert, Jonathan August (1788–1844), deutscher Altphilologe und Pädagoge
- Weichert, Konrad (1934–2003), deutscher Regattasegler
- Weichert, Lothar (1930–2021), deutscher Ingenieur und Messtechniker
- Weichert, Marcus (* 1975), deutscher Politiker (CDU), MdA
- Weichert, Matthias (* 1955), deutscher Sänger und Hochschuldozent
- Weichert, Michael (* 1953), deutscher Politiker (Bündnis 90/Die Grünen), MdL
- Weichert, Michał (1890–1967), polnischer Jurist und Theatermacher
- Weichert, Richard (1880–1961), deutscher Intendant und Theaterregisseur
- Weichert, Sieglinde (1905–2001), deutsche Schauspielerin, Hörspielsprecherin und Hochschullehrerin
- Weichert, Stephan (* 1973), deutscher Medien- und Kommunikationswissenschaftler
- Weichert, Thilo (* 1955), deutscher Jurist, Datenschutzexperte und Politiker (Bündnis 90/Die Grünen), MdLThilo Weichert (* 1955)

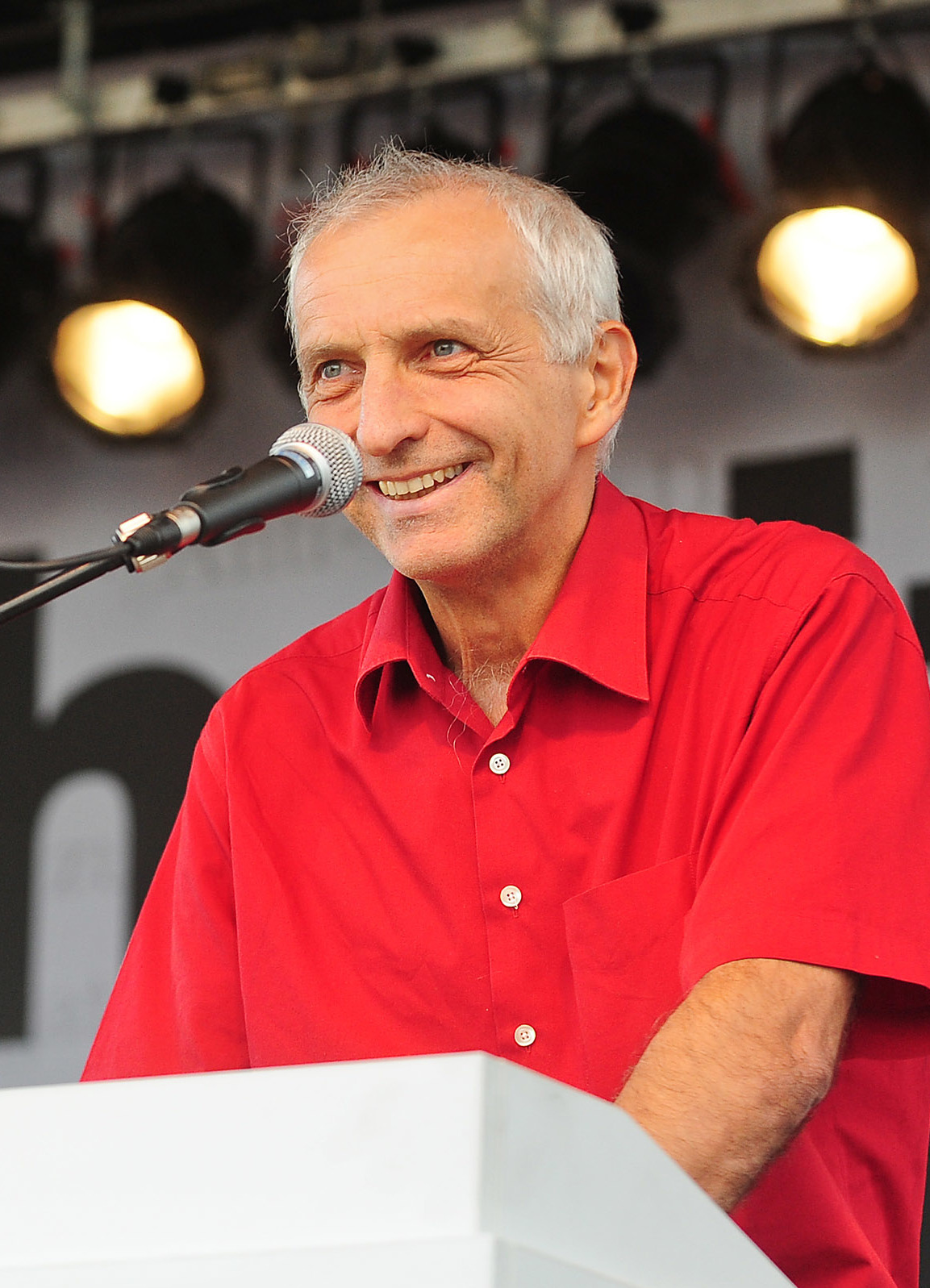
Thilo Weichert (* 1955)

- Weichert, Udo (* 1886), deutscher Politiker (DNVP), MdL
- Weichert, Willibald (* 1944), deutscher Sportpädagoge und Hochschullehrer
- Weichhart, Peter (* 1947), österreichischer Geograph
- Weichlein, Romanus (1652–1706), österreichischer Komponist des Barock
- Weichlein, Siegfried (* 1960), deutscher Historiker
- Weichler, Kurt (* 1927), deutscher Fußballspieler
- Weichman, Frank Ludwig (1930–2016), deutsch-kanadischer Physiker auf dem Gebiet der Kondensierten Materie
- Weichmann, Christian Friedrich (1698–1770), deutscher Jurist, Publizist und Dichter
- Weichmann, Elsbeth (1900–1988), deutsche Politikerin (SPD), MdHB
- Weichmann, Helge (* 1972), deutscher Schriftsteller
- Weichmann, Herbert (1896–1983), deutscher Politiker (SPD), MdHB, Bürgermeister von HamburgHerbert Weichmann (1896–1983)

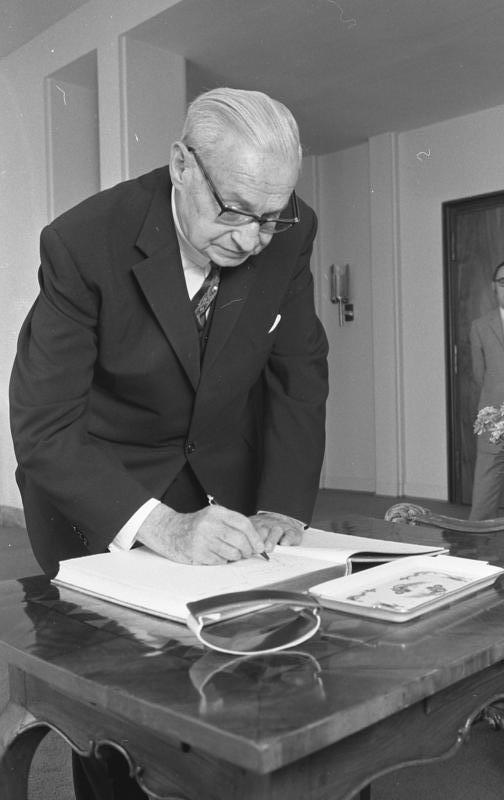
Herbert Weichmann (1896–1983)

- Weichmann, Johann (1620–1652), deutscher Komponist und Musikdirektor in Königsberg
- Weichmann, Rudi (1926–2013), deutscher Metallbildhauer und Kunsthandwerker
- Weichmann, Victoria (1914–1943), deutsche Tänzerin und Filmschauspielerin
- Weichmann-Schaum, Helga (1932–2016), deutsche Fotografin
- Weichold, Eberhard (1891–1960), deutscher Marineoffizier, zuletzt Vizeadmiral im Zweiten Weltkrieg
- Weichs zu Sarstedt, Engelbert August von (1755–1815), Domherr in Münster, Paderborn und Hildesheim
- Weichs zu Wenne, Maximilian Friedrich von († 1846), Geheimrat und Domherr in Münster und Bamberg
- Weichs, Clemens August von (1736–1815), Landdrost im Herzogtum Westfalen und Präsident der Regierung in Arnsberg
- Weichs, Friedrich (1832–1873), österreichischer Politiker
- Weichs, Joseph Franz von (1745–1819), Domherr in Paderborn und Münster
- Weichs, Joseph Maria von (1756–1819), deutscher Freiherr und Verwaltungsbeamter
- Weichs, Joseph von († 1826), preußischer Landrat
- Weichs, Maximilian von (1881–1954), deutscher Generalfeldmarschall, Heeresgruppenkommandeur im Zweiten WeltkriegMaximilian von Weichs (1881–1954)

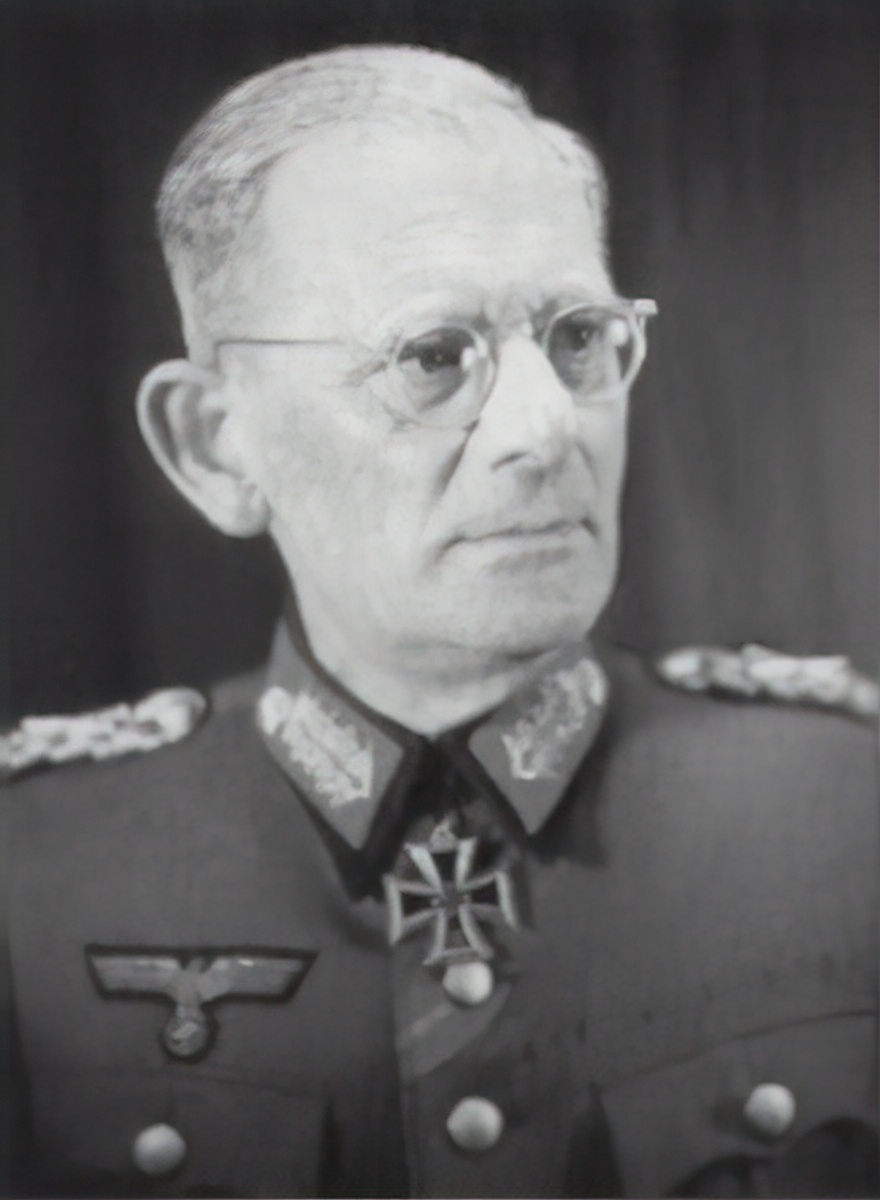
Maximilian von Weichs (1881–1954)

- Weichs, Philipp Franz von (1714–1755), Domherr in Münster
- Weichs, Wilhelm Joseph von (1716–1786), Dompropst in Paderborn und Domherr in Münster
- Weichsel, Arnold Oskar (1835–1919), deutscher Reichsgerichtsrat
- Weichsel, Bruno (1903–1945), deutscher römisch-katholischer Geistlicher und Märtyrer
- Weichsel, Ferdinand Friedrich (1788–1854), deutscher Jurist und Politiker
- Weichsel, Franz (1887–1964), deutscher Politiker
- Weichselbaum, Anton (1845–1920), österreichischer Pathologe und Bakteriologe
- Weichselbaum, Hans (* 1946), österreichischer Schriftsteller
- Weichselbaum, Norman (* 1961), österreichischer Autor, Produzent und Videokünstler
- Weichselbaumer, Carl (1791–1871), deutscher Schriftsteller
- Weichselbaumer, Ernst (1907–1967), saarländischer Schachspieler
- Weichselbaumer, Friederike (* 1948), österreichische Schriftstellerin
- Weichselbaumer, Herbert (1938–2018), deutscher Fußballspieler
- Weichselbaumer, Karl (* 1933), österreichischer Politiker (ÖVP), Landtagsabgeordneter
- Weichselbaumer, Nikolaus (* 1984), deutscher Buchwissenschaftler
- Weichselberger, Alfred (1919–2009), österreichischer Politiker (SPÖ), Landtagsabgeordneter im Burgenland
- Weichselberger, Kurt (1929–2016), österreichischer Statistiker
- Weichselbraun, Mirjam (* 1981), österreichische Fernsehmoderatorin, Schauspielerin und SynchronsprecherinMirjam Weichselbraun (* 1981)

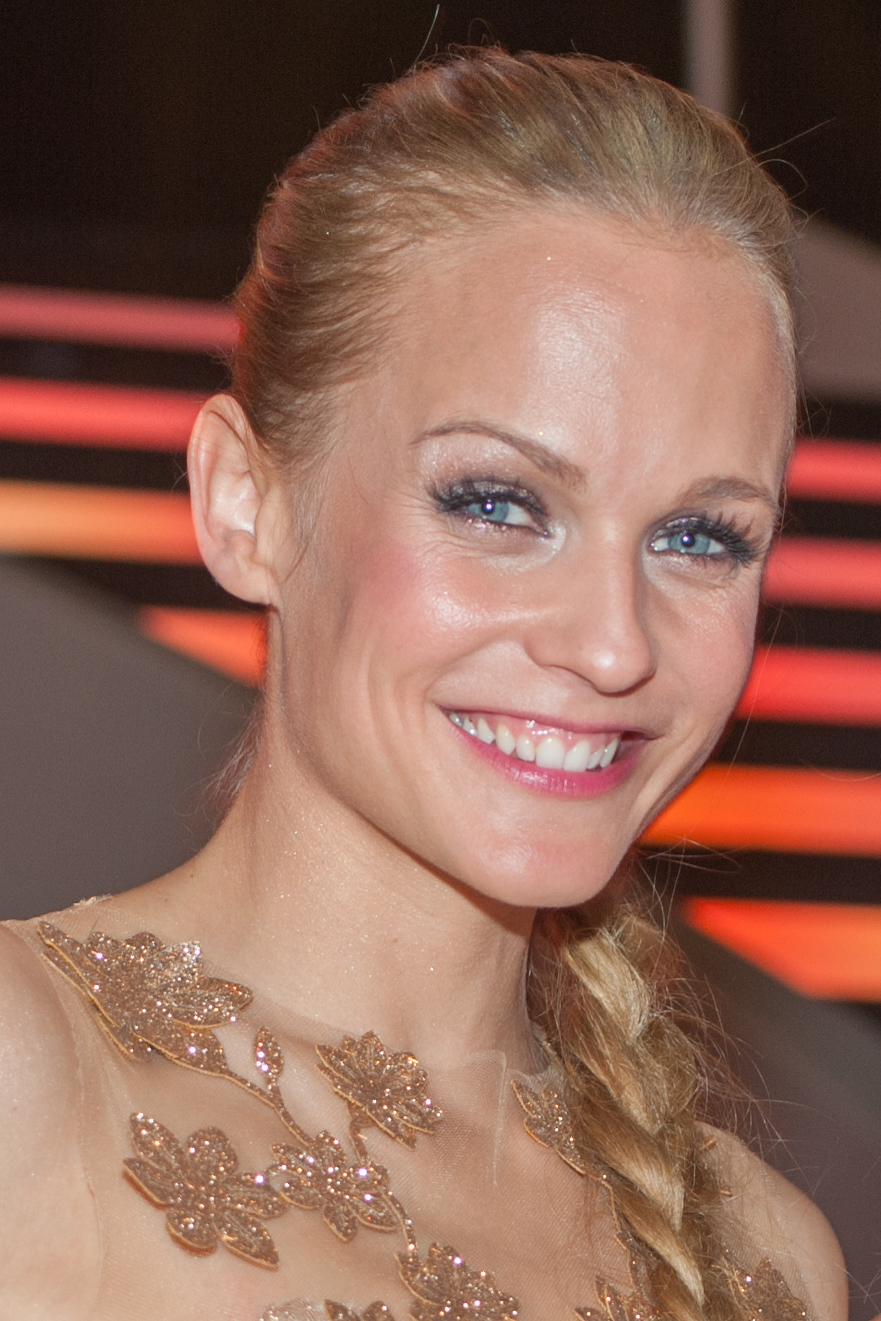
Mirjam Weichselbraun (* 1981)

- Weichsler-Hauer, Gerda (* 1961), österreichische Politikerin (SPÖ)
- Weicht, Michael (* 1988), deutscher Radrennfahrer

### Weick
- Weick, Friedhelm (1936–2017), deutscher Tierillustrator und Ornithologe
- Weick, Julie (1810–1901), österreichische Theaterschauspielerin
- Weick, Karl E. (* 1936), US-amerikanischer Wirtschaftswissenschaftler und Hochschullehrer
- Weick, Paul (1907–1965), deutscher Fußballspieler
- Weick, Winfried (* 1937), deutscher Offizier
- Weicken, Isabel (* 1950), deutsche Schauspielerin, Sängerin und Musicaldarstellerin
- Weicken, Otto (1911–1984), deutscher Architekt
- Weicker, Alphonse (1891–1973), luxemburgischer Fußballer und Bankier
- Weicker, Diana (* 1989), kanadische Ringerin
- Weicker, Georg (1869–1945), deutscher Klassischer Archäologe, Altphilologe und Gymnasiallehrer
- Weicker, Hans (1927–2024), deutscher Schauspieler
- Weicker, Helmut (1920–2001), deutscher Sportmediziner
- Weicker, Herbert (1921–1997), deutscher Schauspieler und SynchronsprecherHerbert Weicker (1921–1997)

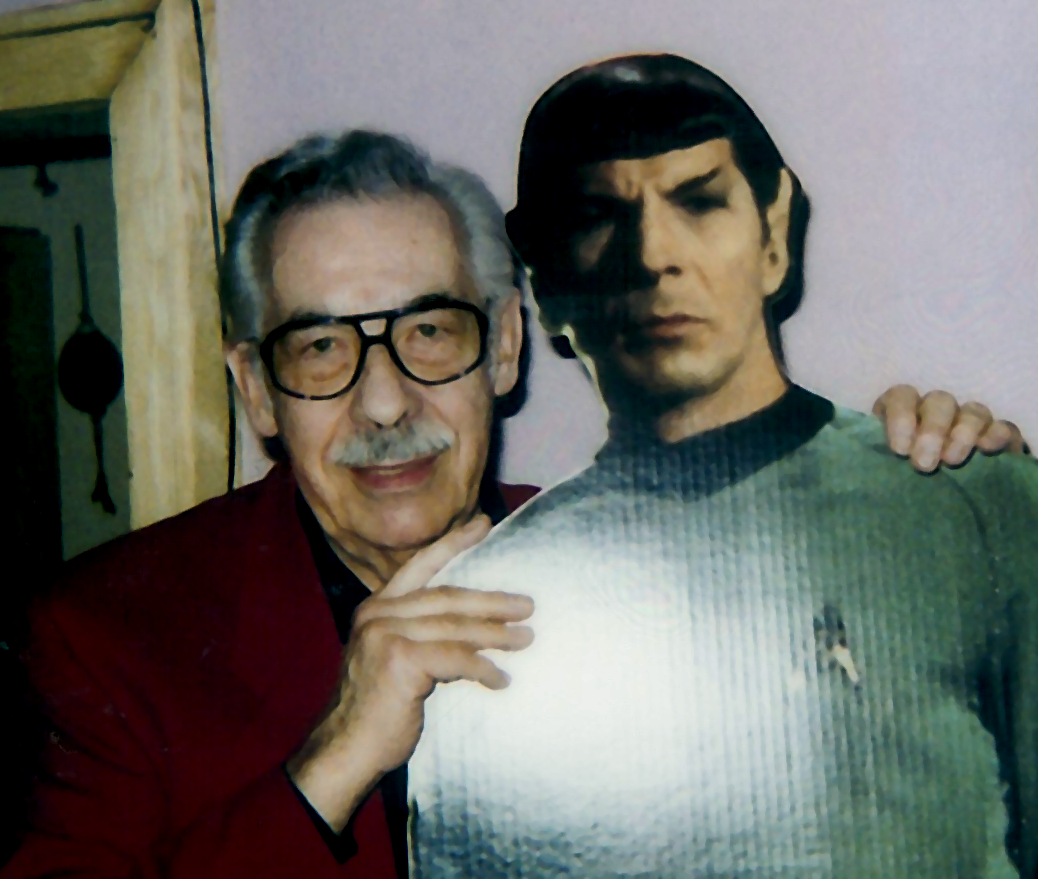
Herbert Weicker (1921–1997)

- Weicker, Lowell P. (1931–2023), US-amerikanischer Politiker
- Weicker, Markus (* 1987), deutscher Regisseur, Beatproduzent und Unternehmer
- Weicker, Regina (1945–2003), deutsche Hörspiel- und Drehbuchautorin sowie Dramatikerin
- Weicker, Volker (* 1957), deutscher Regisseur
- Weickert, Carl (1885–1975), deutscher Klassischer Archäologe
- Weickert, Joachim (* 1965), deutscher Mathematiker
- Weickert, Stephan (1892–1952), deutscher Politiker (GB/BHE), MdB
- Weickgenannt, Otto Sebastian (1870–1956), Erbohrer der Schwefelquelle, Begründer des Schwefelbad Mingolsheim und Mühlenbesitzer
- Weickhmann, Gottlieb Gabriel (1708–1776), Bürgermeister von Danzig
- Weickhmann, Joachim (1662–1736), lutherischer Theologe in Wittenberg, Zerbst und Danzig
- Weickhmann, Joachim Heinrich von (1769–1857), preußischer Geheimer Regierungsrat; Oberbürgermeister von Danzig (1814–1849)
- Weickhmann, Joachim Samuel (1712–1774), deutscher lutherischer Theologe, Propst und Universitätsrektor in Wittenberg
- Weickhmann, Johannes (1819–1897), deutscher Marineoffizier
- Weickmann, Fabian († 1526), deutscher Bischof und Weihbischof in Eichstätt
- Weickmann, Ludwig (1882–1961), deutscher Geophysiker, Meteorologe und Hochschullehrer

### Weicz
- Weicz, Frigyes († 1915), ungarischer Fußballspieler